# Hoyningen-Huene

Stammwappen derer von Hoyningen (Genealogisches Handbuch des Adels)

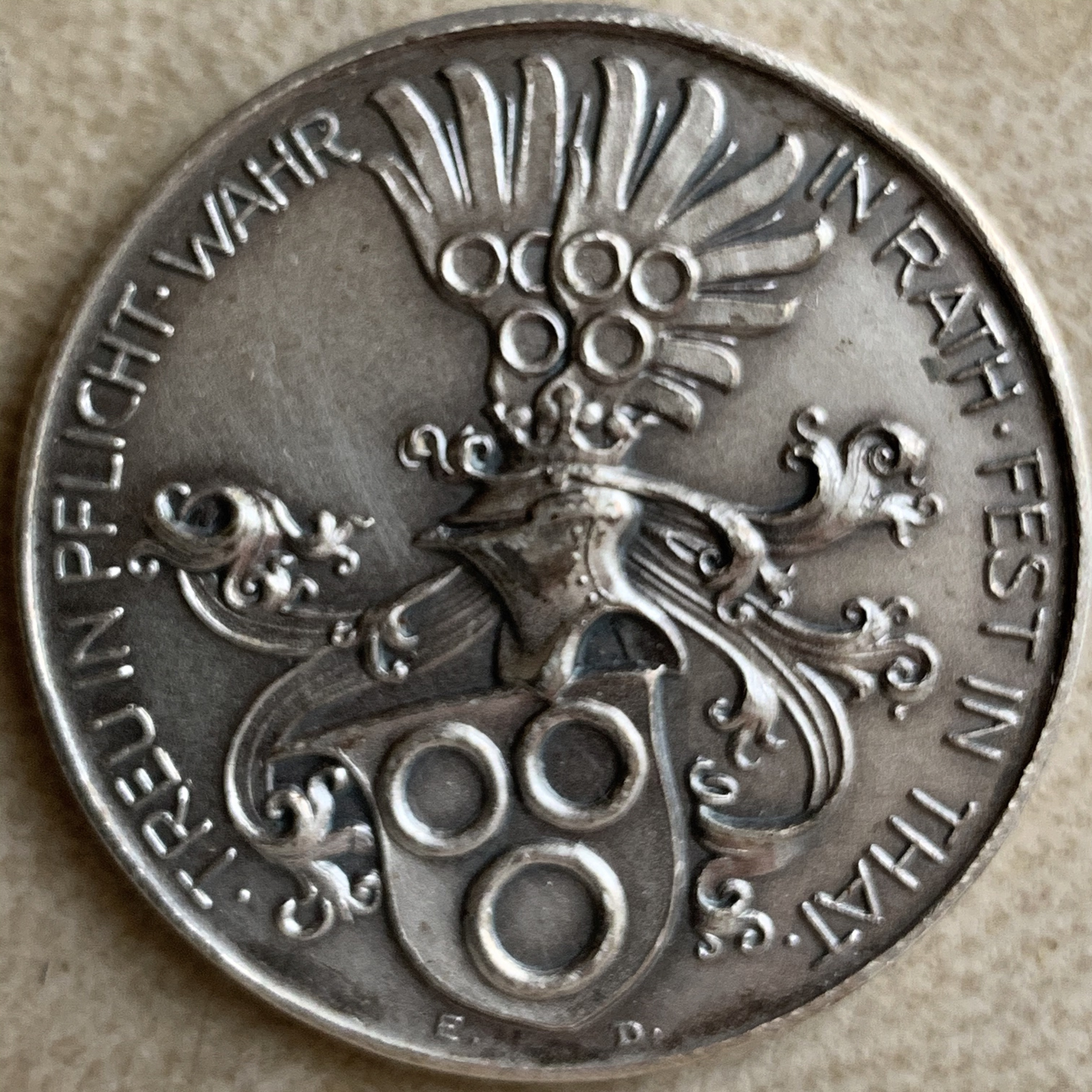
Leitmotiv

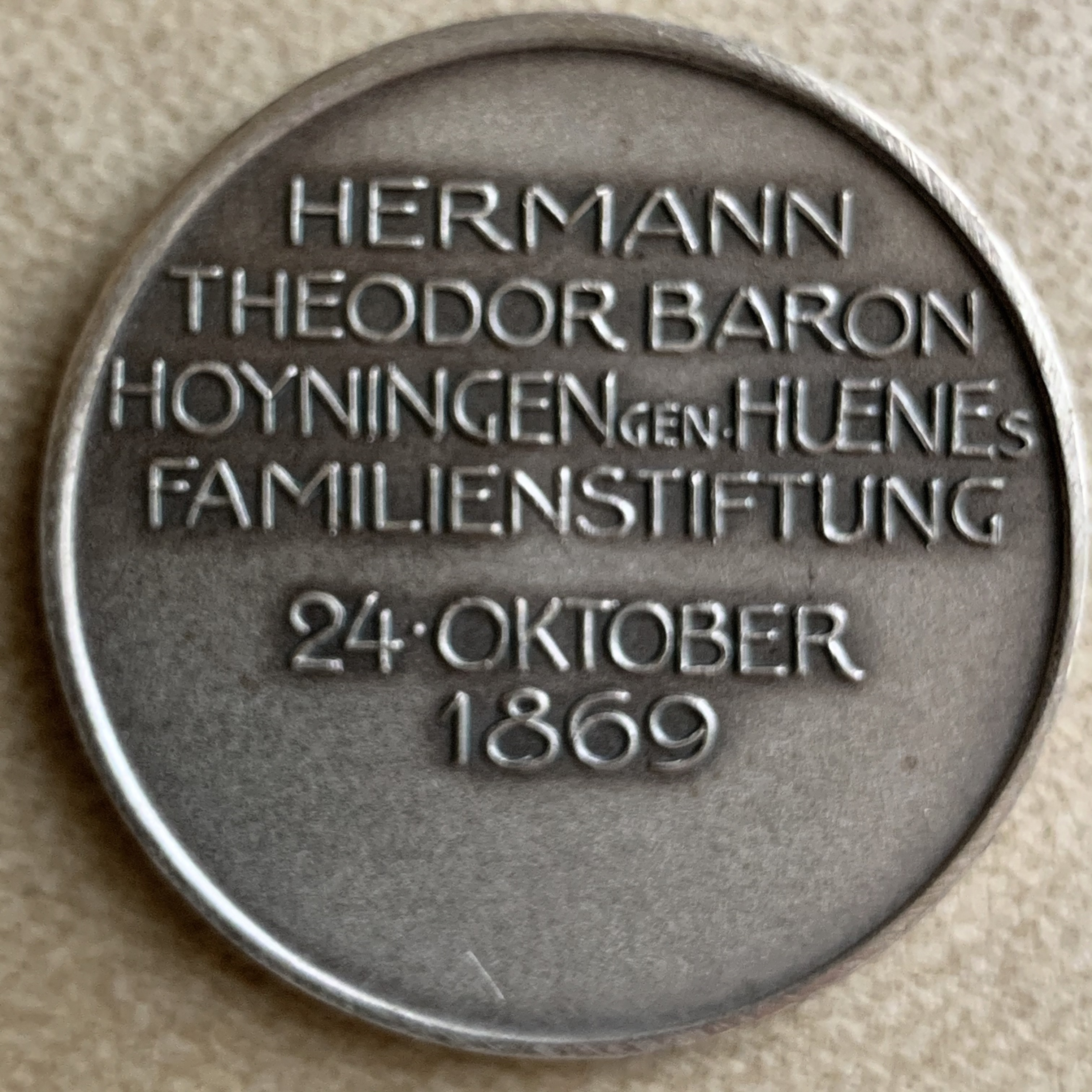
Leitmotiv gegenüberliegende Seite

Hoyningen-Huene, auch Hoyningen, Hoyngen, Hoiningen oder Hoyningen genannt Huene, ist der Name eines alten ursprünglich rheinländischen Adelsgeschlechts. Das Geschlecht zählt genealogisch zum deutschen Briefadel. Die Familie, deren Zweige zum Teil bis heute bestehen, gelangte später vor allem im Baltikum, aber auch in Hessen und Preußen zu Besitz und Ansehen.

## Geschichte

### Herkunft
Das Geschlecht stammt aus Hönningen an der Ahr im Rheinland. Es erscheint erstmals urkundlich (bei einer Grundstücksschenkung) 1176 mit Erenbold de Hoingen, dann 1365–1383 mit Johann von Hoingen, Schöffe zu Ahrweiler, und später (4. April 1447) mit Henricus von Hoyngen als Schöffe zu Bonn. Von dort aus sollen Angehörige der Familie (der Familienüberlieferung nach Jobst von Hoyngen gen. Hune, gest. 1480, verh. mit Anna von Dumpian) später nach Kurland in den Deutschen Ordensstaat gelangt sein.
Die Stammreihe beginnt mit Johann von Hoynge(n) genannt Hu(e)ne (Sohn von Jobst von Hoyngen genannt Hune) am 19. September 1500 urkundlich. Er wurde von dem Ordensmeister Wolter von Plettenberg mit Ländereien an der Sessau und an der Aa belehnt.
Die Schreibweise des Namens variiert sehr stark. Die älteste überlieferte Form lautete Hoingen, dann Hoyngen genannt Hune. Weitere Versionen waren Hüenegen genannt Hüene, Huningen, Huenigen, Hühnchen, Huegenen, Hueningen, Hoinigen, Hune, Hoyne, Höen, Huyne, Huyn, Hühne, Hüne, Huene und Hühn. In Hessen war die Schreibweise durchweg von Huyn, der preußische Zweig schrieb sich Hoiningen genannt Huene. Heute nennen sich die meisten Familienmitglieder Freiherr bzw. Freifrau (Freiin) v. Hoyningen-Huene oder Hoyningen gen. Huene. In die USA und nach Kanada ausgewanderte Familienmitglieder legten in der Regel den vorderen Namensteil Hoyningen ab.

### Ausbreitung und Persönlichkeiten
Schon früh besaß die Familie in Kurland Aahof und Sessau. Später kamen die Güter zu Feldhof, Jostan, Kleinbersteln, Subern, Sirmeln, Zunzen und Großsatticken hinzu. Außerdem war die Familie in den späteren russischen Ostseegouvernements zu Addila, Collef, Eckhof, Feldhof, Heimar, Jedefer, Kadvel, Kelp, Pobbirzen, Rahden, Wagninnen und Wannemois sowie im Gouvernement Cherson zu Serebrennoe besitzlich.
Barthold von Hoyngen genannt Huene und seine Brüder wurden am 17. Oktober 1620 bei der ersten Klasse der Kurländischen Ritterschaft immatrikuliert. Von Kurland aus, wo die Hoyningen nie sehr zahlreich vertreten waren, gelangten Angehörige der Familie schon früh nach Litauen. Dort dienten sie als Offiziere im polnischen Heer und erwarben auch zahlreichen Grundbesitz. Der aus dem litauischen Stamm, Linie Lechts, kommende Otto Eberhard von Hoyningen genannt Huene wurde um 1780 bei der Estländischen Ritterschaft immatrikuliert. Die Vettern Georg, livländischer Hofgerichtspräsident, und Hermann von Hoyningen genannt Huene auf Fehsen, kaiserlich russischer Major, wurden im Juni 1818 bei der Livländischen Ritterschaft immatrikuliert, ebenso Friedrich Baron von Hoyningen genannt Huene auf Lechts am 24. Februar 1898. Den Nachkommen des aus dem litauischen Stamm, Linie Waimastfer, hervorkommenden und 1784 gestorbenen niederländischen Majors Georg Friedrich von Hoyningen genannt Huene auf Waimastfer wurden im März 1911 die Zugehörigkeit zur Estländischen Ritterschaft durch Beschluss der Matrikelkommission anerkannt.
Der kurländische Hofmarschall Marten von Hüenegen genannt Hüene begleitete seinen Herren, den Herzog Wilhelm Kettler, auf der Flucht aus Kurland. Mit seiner zahlreichen Nachkommenschaft wurde das Geschlecht auch in Estland und Ösel sesshaft. Aus dem estländischen Stamm erhielt Karl Friedrich von Hoyningen genannt Huene auf Heimar, Addila usw. am 6. Februar 1729 das Indigenat sowie am 24. Januar 1746 die Immatrikulation bei der Estländischen Ritterschaft. Seine Nachkommenschaft wurde 1905 bei der Livländischen Ritterschaft immatrikuliert. Johann Berend von Hoyningen genannt Huene auf Heimar wurde 1785 bei der Öselschen Ritterschaft immatrikuliert. Der ebenfalls aus dem estländischen Stamm kommende Ernst Baron von Hoyningen genannt Huene, kaiserlich russischer Staatsrat, erhielt am 6. März 1925 unter der Nummer 13 eine Eintragung in das Adelsbuch der sächsischen Stiftung für Familienforschung.
Zu verschiedenen Zeiten kehrten einige Angehörige des Stammes von Kurland aus nach Deutschland zurück. Ein Zweig kam nach Fürstenau im Hochstift Osnabrück und von da aus nach Kurhessen. Dort waren die Hoyningen zu Niederbeisheim bei Homberg unter dem Namen von Huyn sesshaft. Mit dem Tod der beiden Brüder Johann Christoph, der als hessischer General 1780 zu New York während des Amerikanischen Unabhängigkeitskrieges fiel, und Wilhelm Carl, gestorben 1795 zu Niederbeisheim als hessischer Generalleutnant und Kommandeur des Leibdragonerregiments, erlosch dieser hessische Zweig.
Ein anderer Zweig gelangte mit Christoph Wilhelm von Hoiningen genannt Huene, der in königlich preußische Militärdienste trat, von Kurland nach Preußen. Einer seiner Nachkommen, Heinrich Friedrich Ernst Georg Wilhelm von Hoiningen genannt Huene, starb 1857 als königlich preußischer Generalleutnant außer Dienst. Während seiner Dienstzeit stand er unter anderem als Platzingenieur dem Festungsbau von Koblenz und Ehrenbreitstein vor und war zuletzt Inspekteur der 3. Ingenieurinspektion zu Koblenz. Sein Sohn wurde königlich preußischer Bergmeister zu Siegen und später zu Unkel am Rhein. 2001 erwarb Bodo Baron von Hoyningen-Huene das thüringische Schloss Almerswind.
Ein am 1. März 1874 zu Reval gegründeter Familienverband hält alle 2 Jahre Familientage ab. Vorsitzende ist seit 2013 Dr. Iris Freifrau von Hoyningen-Huene, geb. v. Detten.
Die Familie ist evangelisch, katholisch und russisch-orthodox.

### Standeserhebungen
Das Gesamtgeschlecht, mit Ausnahme der preußischen Linie, erhielt am 3. April 1862 eine russische Anerkennung zur Führung des Baronstitels durch Senatsukas Nummer 2823.
Die Nachkommen des aus dem litauischen Stamm, preußische Linie, stammenden und 1858 verstorbenen Wilhelm von Hoiningen genannt Huene, königlich preußischer Generalleutnant, erhielten am 12. August 1863 zu Gastein eine preußische Genehmigung zur Wiederaufnahme des Freiherrentitels.

## Wappen

### Stammwappen
Das Stammwappen zeigt in Schwarz drei (2:1) silberne Ringe. Auf dem Helm mit schwarz-silbernen Decken ein offener, wie der Schild bezeichneter Flug.
Frühere Wappenabbildungen zeigen statt der drei silbernen Ringe drei goldene.

### Wappenabbildungen

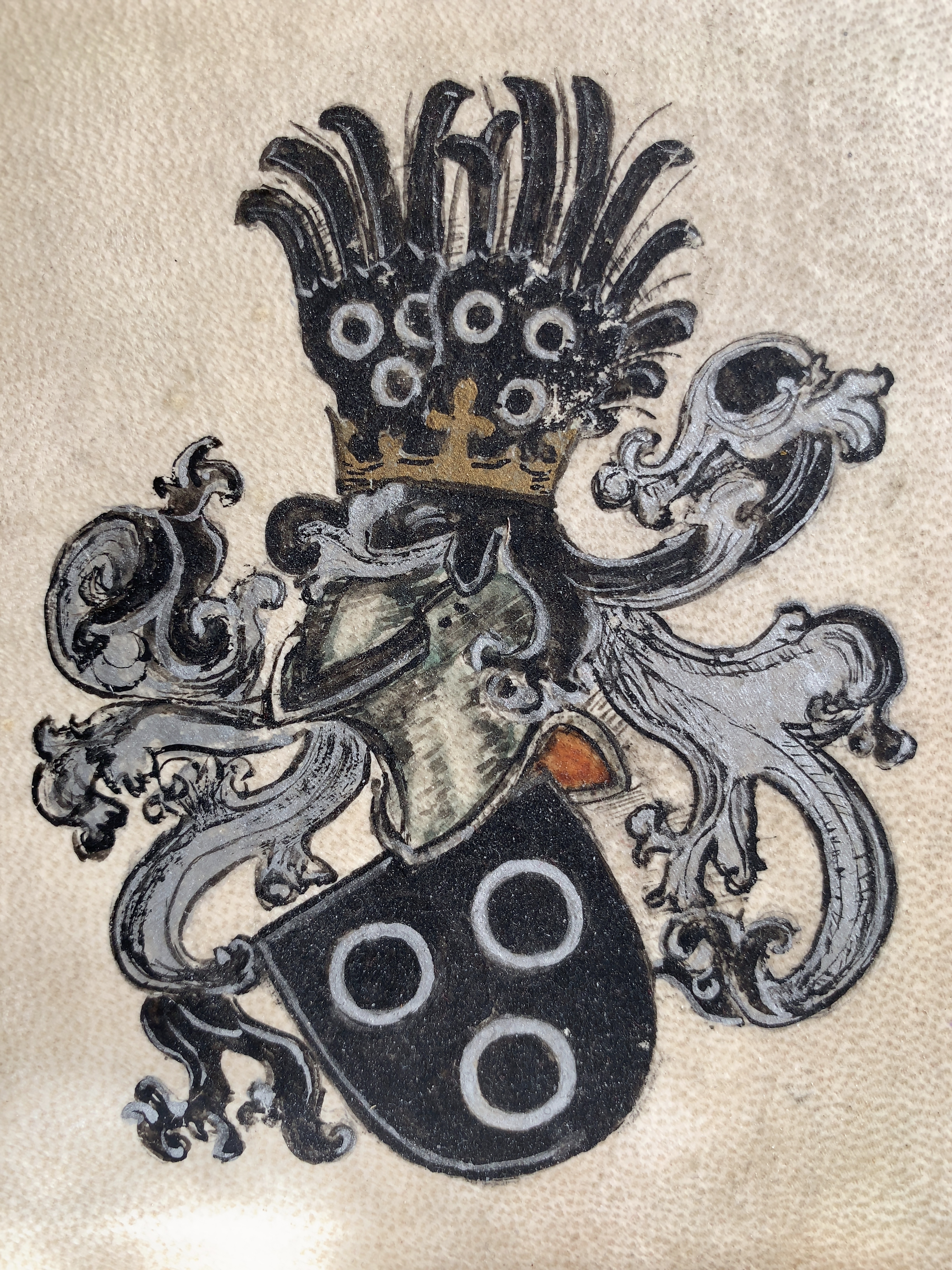
Stammwappen Hoiningen genannt Huene – 19. Jahrhundert
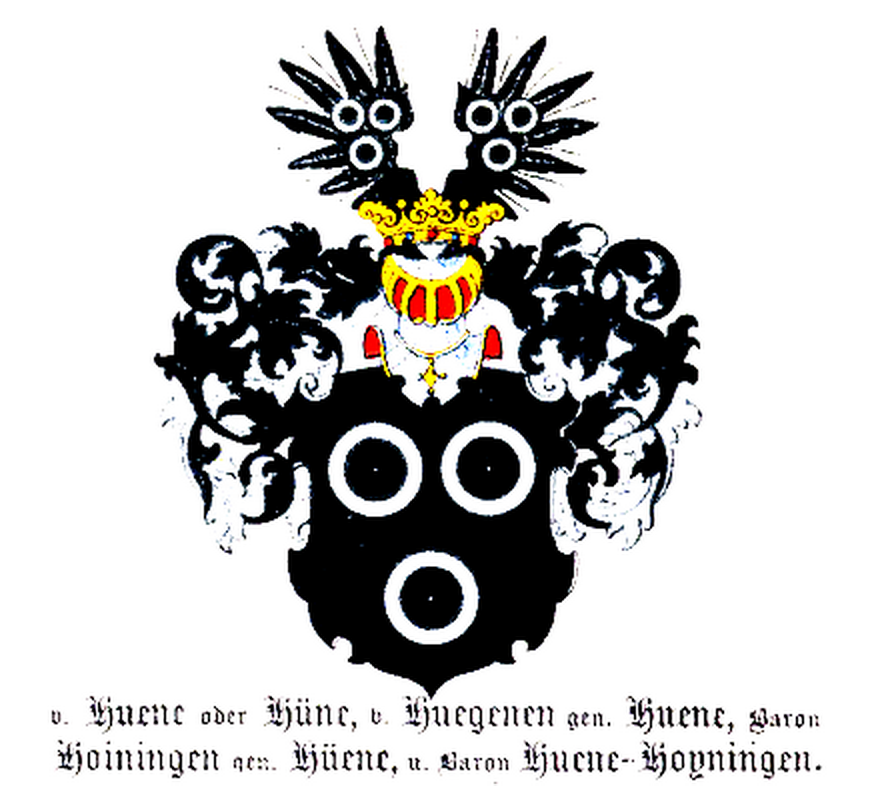
Stammwappen derer von Hoyningen-Huene von 1882 im Baltischen Wappenbuch
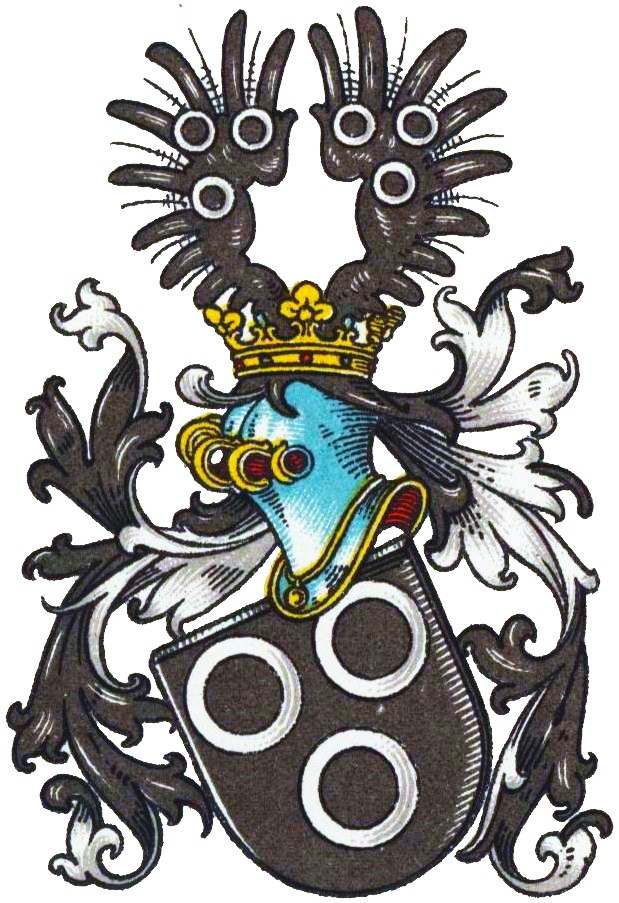
Wappen derer von Hoyningen im Wappenbuch des Westfälischen Adels

Am 7. Dezember 1547 hat Kaiser Karl V. für Willibaldt Hönegen von der Hüene das Wappen bestätigt, allerdings mit einem dahinterliegenden blutroten Kreuz; der genaue Zusammenhang mit der Familie ist bisher nicht nachgewiesen.

## Namensträger
- Alexander Baron von Hoyningen genannt Huene (1861–1931), russischer Staatssekretär, Geheimrat und Senator
- Alexander Emanuel Baron von Hoyningen-Huene (1824–1911), russischer Oberst, öselscher Landrat, wirklicher Geheimrat
- Armin Hagen von Hoyningen-Huene (* 1942), in Amerika tätiger Zeichner, Photograph, siehe Peter Berlin
- Bernhard Alexander Leon Freiherr von Hoyningen-Huene (1883–1940), Jurist, Opfer der Aktion T4 wegen Depressionen[5] (siehe auch Liste der Stolpersteine in Leipzig)
- Bernhard (Boris) Baron von Hoyningen genannt Huene (1817–1900), russischer Generalmajor
- Christine Hoiningen-Huene (1848–1920), deutsche Historikerin
- Carl Freiherr von Hoiningen genannt Huene (1837–1900), deutscher Reichstagsabgeordneter, Initiator der sog. »lex Huene« (Wehrgesetz)
- Dietmar von Hoyningen-Huene (* 1943), Dr. h. c., Professor und Rektor der Hochschule Mannheim (1985–2008)
- Dorothee von Huene-Greenberg (* 1937), PhD (New York), deutsch-amerikanische Professorin an der Pace University, NY/USA
- Erika von Huene (1905–1969), deutsche Wirbeltierpaläontologin
- Ernst Freiherr von Hoiningen genannt Huene (1849–1924), deutscher General der Infanterie
- Ernst Freiherr von Hoyningen genannt Huene (1855–1931), livländischer Landrat, Erbauer der evangelischen Kirche in Oberammergau (1928)
- Franz von Hoiningen-Huene (1888–1973), deutscher Diplomat und Retter zahlreicher luxemburgischer Juden
- Friedrich von Huene (1875–1969), Dr. phil., deutscher Wirbeltierpaläontologe, Professor an der Universität Tübingen
- Friedrich von Huene (1929–2016), Dr. h. c. für Musik (Bowdoin College), deutsch-amerikanischer Blockflötenbauer
- George Hoyningen-Huene (1900–1968), baltisch-amerikanischer Modefotograf
- Gerrick Freiherr von Hoyningen-Huene (* 1944), Dr. jur., Dr. jur. habil., em. Professor an der Universität Heidelberg, Dekan der EBS Law School an der EBS Universität Wiesbaden (2009–2014)
- Irmela von Hoyningen-Huene (1913–2012), Tübinger Künstlerin: »Zeichnerin des Klangs«
- Jakob von Hoyningen genannt Huene (1769–1813), russischer Artillerie-Generalmajor, gefallen in der Völkerschlacht bei Leipzig
- Johann Christoph von Huyn (1718–1780), hessischer Generalmajor, der auf englischer Seite im Amerikanischen Unabhängigkeitskrieg kämpfte
- Magnus Baron von Hoyningen genannt Huene (1843–1907), russischer Generalmajor
- Napoleon Baron von Hoyningen genannt Huene (1811–1869), russischer General der Kavallerie
- Oswald Baron von Hoyningen-Huene (1885–1963), deutscher Gesandter in Portugal (1934–1944)
- Paul Hoyningen-Huene (* 1946), Dr. phil., deutscher Wissenschaftsphilosoph, emeritierter Professor an der Universität Hannover
- Roland von Huene (* 1929), PhD (UCLA), US-amerikanischer Geologe, emeritierter Professor am Institut GEOMAR der Universität Kiel
- Stephan von Huene (1932–2000), amerikanischer Künstler deutscher Herkunft
- Wilhelm von Hoiningen genannt Huene (1790–1857), preußischer Generalleutnant und Festungsingenieur (Festung Ehrenbreitstein bei Koblenz)
- Wilhelm Karl von Huyn (1722–1795), hessischer Generalleutnant